# Coprinopsis pseudoradiata
Coprinopsis pseudoradiata är en svampart som först beskrevs av Kühner & Joss. ex Watling, och fick sitt nu gällande namn av Redhead, Vilgalys & Moncalvo 2001. Coprinopsis pseudoradiata ingår i släktet Coprinopsis och familjen Psathyrellaceae.  Arten är reproducerande i Sverige. Inga underarter finns listade i Catalogue of Life.